# علی‌اصغر نخعی‌راد
علی اصغر نخعی راد (زادهٔ ۱۳۴۴ در مشهد)، سیاستمدار ایرانی و نماینده مردم مشهد و کلات در مجلس شورای اسلامی است.